# 저드 애퍼타우
저드 애퍼타우(영어: Judd Apatow, 1967년 12월 6일 ~ )는 미국의 영화 제작자, 영화 감독, 배우이다. 《40살까지 못해본 남자》(2005), 《사고친 후에》(2007), 《디스 이즈 40》(2012) 등 저명한 코미디 영화의 연출자로 알려져 있다. 배우 레슬리 맨과 결혼하여 두 딸을 낳았다.

## 작품 목록

### 영화
| 연도 | 제목                                 | 원제                                        | 연출   | 제작   | 각본   |
| ---- | ------------------------------------ | ------------------------------------------- | ------ | ------ | ------ |
| 1992 |                                      | Crossing the Bridge                         | 아니요 | 예     | 아니요 |
| 1995 | 디즈니 캠프                          | Heavyweights                                | 아니요 | 예     | 예     |
| 1996 | 케이블 가이                          | The Cable Guy                               | 아니요 | 예     | 아니요 |
| 2004 | 앵커맨                               | Anchorman: The Legend of Ron Burgundy       | 아니요 | 예     | 아니요 |
| 2005 | 차고 지르기                          | Kicking & Screaming                         | 아니요 | 예     | 아니요 |
| 2005 | 40살까지 못해본 남자                 | The 40-Year-Old Virgin                      | 예     | 예     | 예     |
| 2005 | 뻔뻔한 딕 & 제인                     | Fun with Dick and Jane                      | 아니요 | 아니요 | 예     |
| 2006 | 텔라데가 나이트 : 리키 바비의 발라드 | Talladega Nights: The Ballad of Ricky Bobby | 아니요 | 예     | 아니요 |
| 2007 | 사고친 후에                          | Knocked Up                                  | 예     | 예     | 예     |
| 2007 | 슈퍼배드                             | Superbad                                    | 아니요 | 예     | 아니요 |
| 2008 | 포겟팅 사라 마셜                     | Forgetting Sarah Marshall                   | 아니요 | 예     | 아니요 |
| 2008 | 조한                                 | You Don't Mess with the Zohan               | 아니요 | 아니요 | 예     |
| 2008 | 스텝 브라더스                        | Step Brothers                               | 아니요 | 예     | 아니요 |
| 2008 | 파인애플 익스프레스                  | Pineapple Express                           | 아니요 | 예     | 예     |
| 2009 | 퍼니 피플                            | Funny People                                | 예     | 예     | 예     |
| 2011 | 내 여자친구의 결혼식                 | Bridesmaids                                 | 아니요 | 예     | 아니요 |
| 2012 | 디스 이즈 40                         | This Is 40                                  | 예     | 예     | 예     |
| 2013 | 앵커맨: 더 레전드 컨티뉴             | Anchorman 2: The Legend Continues           | 아니요 | 예     | 아니요 |
| 2013 | 비긴 어게인                          | Begin Again                                 | 아니요 | 예     | 아니요 |
| 2015 | 나를 미치게 하는 여자                | Trainwreck                                  | 예     | 예     | 아니요 |
| 2020 | 더 킹 오브 스태튼아일랜드            | The King of Staten Island                   | 예     | 예     | 예     |
| 2022 | 더 버블                              | The Bubble                                  | 예     | 예     | 예     |

### 텔레비전 드라마
- 걸스